# سوق المسوكف
سوق المسوكف الشعبي هو سوق شعبي يقع في وسط مدينة عنيزة إحدى محافظات منطقة القصيم. تم إنشاء السوق الحالي في سنة 1428 هـ على الطراز القديم بالقرب من موقع سوق المسوكف القديم الذي تمت إزالته في سنة 1394 هـ، ومجاوراً لبيت البسام التراثي.

## نبذة
تعود تسمية السوق نسبة إلى سوق المسوكف القديم الذي تمت إزالته سنة 1394 هـ، وقد كان من أشهر الأسواق التجارية في منطقة نجد في ذلك الوقت، حيث كان يضم العديد من المحلات التي تتنوع بضاعتها ما بين المستلزمات النسائية والعطارة والأدوات الزراعية والمنزلية، والذي كان يقصده يومياً الكثير من المتسوقين والزائرين. أنشئ السوق القائم حالياً سنة 1428 هـ على نفقة شركة الزامل بدعم من أبناء عبد الله الحمد الزامل وتحت إشراف مكتب الآثار بعنيزة، ويقع بالقرب من موقع سوق المسوكف القديم، وقد خصص ريع السوق للصيانة العامة واحتياجات السوق. يعمل السوق على بيع وشراء وعرض المقتنيات التراثية، وتتم به ممارسة الحرف الشعبية، كما تقام عليه عروض تراثية أسبوعية وشهرية.

## سوق المسوكف القديم

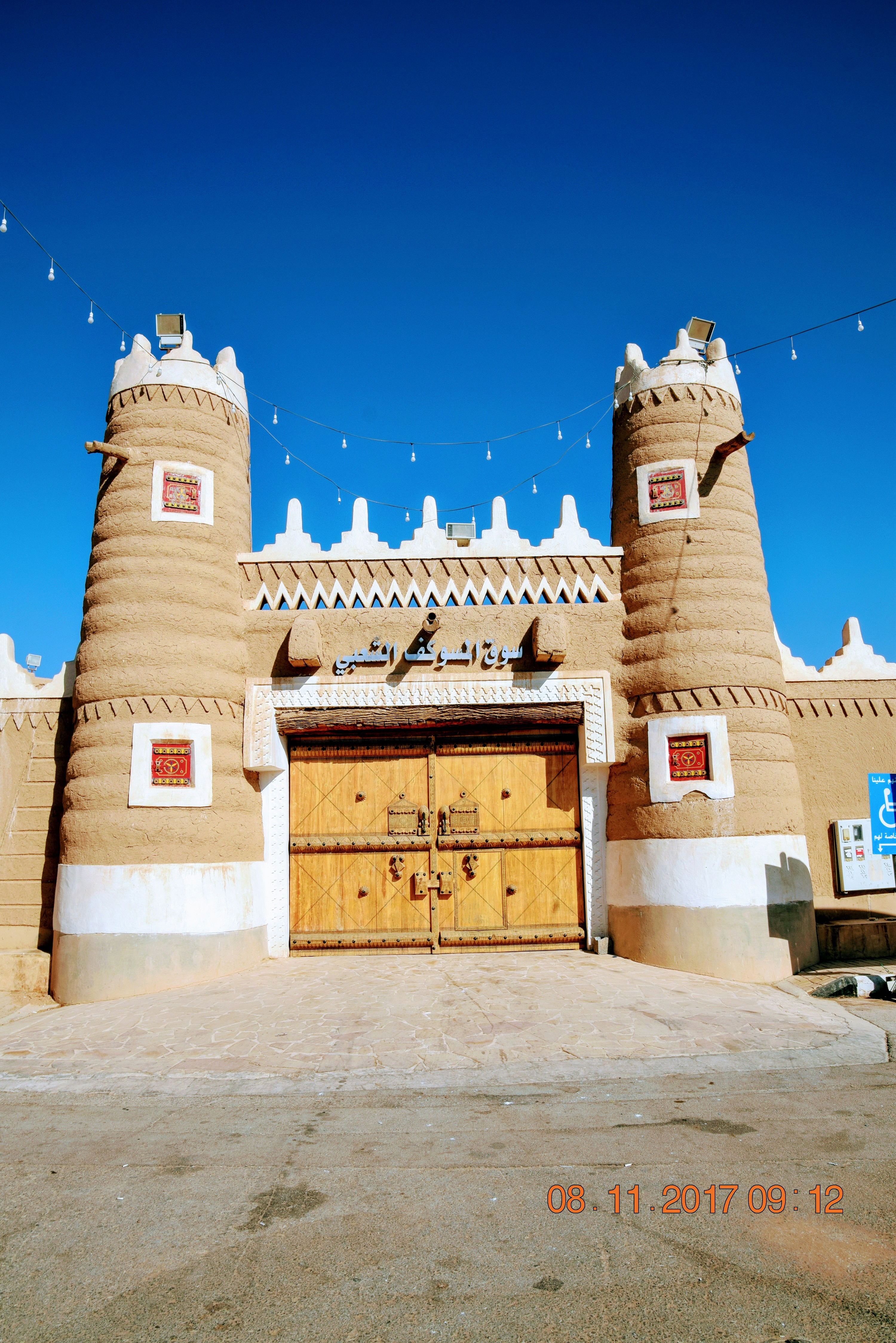

كان سوق المسوكف القديم يعتبر من أكبر وأشهر الأسواق التجارية في منطقة نجد في ذلك الوقت، وقد كان يحتوي على الكثير من الدكاكين التي تصل في مجملها إلى أكثر مائتي محل تتنوع بضاعتها، حيث كانت توجد بها الأدوات المنزلية والزراعية والمستلزمات النسائية والعطارة، وكان يرتاده الكثير من المتسوقين والزائرين بشكل يومي.
تعود تسميته بسوق المسوكف نسبة إلى «السواكيف» الموضوعة في السوق في ذلك الوقت حتى لا تدخل الجمال والدواب المحملة بالأمتعة إلى داخل السوق، فكانت توضع خشبتين من شجر الأثل يطلق عليها ساكف أو سواكيف ومنها سمي سوق المسوكف، ويقال أيضاً أن سبب التسمية هو أن السوق في ذلك الوقت كان مسقوف وكانوا ينطقون حرف الكاف بدلاً من القاف ومنها جاءت تسمية المسوكف، وبقي السوق على حاله إلى أن أزيل في سنة 1394 هـ.

## السوق الحالي

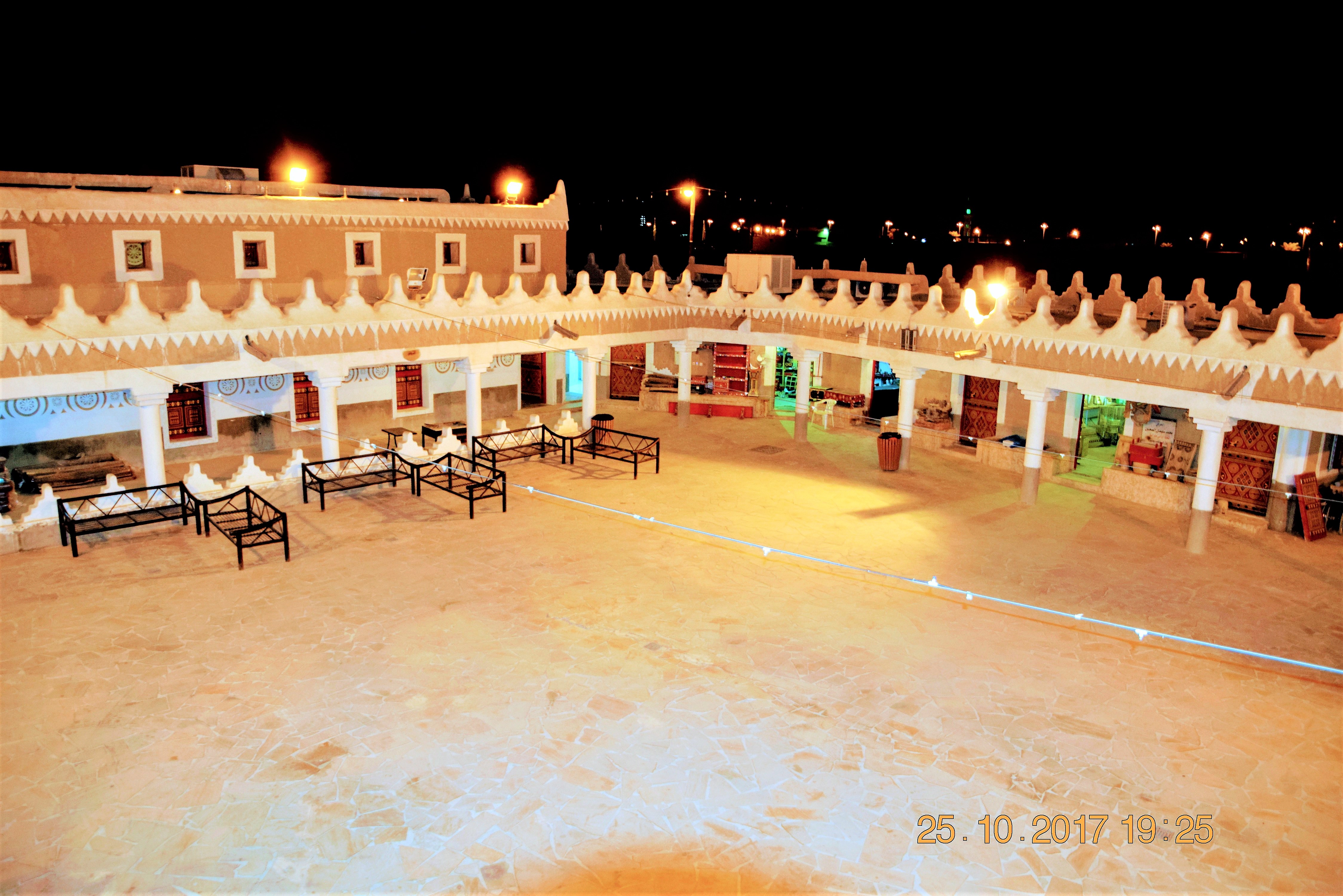

شُيِّد سوق المسوكف الشعبي على الطراز القديم، تبلغ مساحتة الإجمالية 5000 م2 ويتكون من عدة أقسام هي المحلات التجارية وعددها 51 محلاً المعروفة بالدكاكين وتقسم هذه المحلات إلى ثلاثة تراثية وستة للحرفيين وواحد للأواني المنزلية وآخر للأناتيك إلى جانب 20 محلاً أخرى للسيدات تباع فيها الملابس والأكلات الشعبية، وقد سميت بعض المحلات على أسماء أحياء عنيزة القديمة مثل الضبط، وأم شان، والخريز، والبحيرية، وهلالة، والملاح، والمسهرية، والضليعة. كما يضم السوق المجالس الشعبية التي تعرف محليّاً بالقهوة والمجلس المفتوح وساحة عرض وأروقة وقباب ومكاتب إدارية ومطاعم وجلسات شعبية ومدخل رئيسي وفرعي وخدمات. كما يضم متحفاً أقيم على مساحة 320 م2.

## مهرجان المسوكف
يقام مهرجان المسوكف الشعبي بشكل سنوي ويهتم بالحرفيين والحرفيات والأسر المنتجة والمنتجات الشعبية، ويتم فيه عرض منتجات تراثية، حيث يهدف المهرجان إلى إحياء ذكرى سوق المسوكف القديم باعتباره أحد أقدم الأسواق في نجد، كما يهدف إلى حفظ التراث الشعبي سواء من المباني التراثية القديمة والملبوسات والفنون والأكلات والحرف المتنوعة.